# TEE Albert Schweitzer
Il treno TEE Albert Schweitzer, dal nome del medico, teologo, musicista e missionario tedesco Albert Schweitzer, fu istituito nel 1980 per collegare la capitale tedesca occidentale Bonn con il parlamento Europeo in Strasburgo.